# 王桂榮 (企業家)
王桂榮（英語：Wang Kenjohn，1931年11月4日—2012年2月11日）臺灣企業家，生於日治台灣台北州台北市大稻埕（今台北市大同區），曾目睹二二八事件導火線的圓環緝菸事件。後移民美國，擁有中華民國與美國雙重國籍。
王桂榮熱心於台灣公益與黨外運動，設立了有「台灣諾貝爾獎」稱號的台美基金會，也是台灣人公共事務會的創辦人之一。1988年，曾獲美國總統雷根頒授「亞太裔十年成就獎」得主之一。

## 早年生平
其祖父王圓，在日治時代在磚廠工作，白手起家。得到日本企業家後宮信太郎的賞識，將所有磚瓦的生意都交給他承包，因而發跡，成為大稻埕富商。
王桂榮出生於日治時代，依據臺北延平區戶口謄本記載，王桂榮於1931年11月22日出生於臺北，然而據其母親所言，他是出生於滿洲事變那年的農曆九月二十五日卯時（1931年11月4日凌晨六時）出生。:268歲時父親過世，自幼半工半讀，自力更生。
他15歲就讀成功中學（台北二中）時，為了賺取零用錢，至台北市延平北路近南京西路口的天馬茶房與黑美人酒家的牌樓前，販賣洋煙。當時在此地有多個香菸小販，其中包括林江邁，兩人熟識。1947年2月27日晚間，專賣局查緝員查緝林江邁兜售私菸，雙方發生拉扯，王桂榮與其他小販前往聲援，導致現場爆發鳴槍示警，除了林江邁被槍托擊頭而倒臥血泊外，查緝員又失手開槍打死無辜民眾陳文溪，是為圓環緝菸事件，此事件為二二八事件的導火線。
王桂榮於臺灣省立行政專科學校（即今國立臺北大學）財政科畢業後，曾任職臺北縣稅捐稽徵處、美軍顧問團編譯官、進出口公司、製藥廠，後創立「功祥貿易公司」（Kenjohn Trading Co. Ltd.）。
1971年中華民國退出聯合國後，台灣社會間頻傳大陸要攻打台灣，經營進出口貿易在商界已有一席之地的王桂榮，擔心一生辛苦建立的資產化為烏有，又怕將來在中共統治下更將是生活在極度的恐懼中，於是決定攜家帶眷遠走他鄉。當時恐懼中共政權的統治是絕大多數台灣居民的共同心理，加上親友們一致認為台灣可能會陷入混亂的狀態，而夫人王賽美在美國學校曾任職圖書管理員並擔任教職，對台灣填鴨式教育不滿，更加堅定「移民」的意願。

## 美國發展
1973年，王桂榮攜帶七萬美元移民美國加州長堤市，投資旅館事業與房地產，很快就累積起財富。
1974年，在美國發起第一個專業工會－南加州旅館公會、台美商會，以及北美洲台灣商會聯合會。1980年，王桂榮和台灣同鄉共同為美國民主黨總統候選人泰德·肯尼迪參議員舉行大型募款餐會，得到善意回應，讓原本台灣移民的配額規畫在中國移民之下，促使美國國會通過台灣獨得兩萬名移民配額法案。
1982年，王桂榮捐出百萬美元成立台美基金會，以獎勵「關愛台灣、認同台灣為故鄉」之傑出成就人才，設立「科技、人文、社會服務」三獎項。同年與蔡同榮、彭明敏、陳唐山等人合創台灣人公共事務會（Formosan Association for Public Affairs，FAPA），專門在美國國會替台灣事務做遊說的工作；所以台灣有很多議題在美國引起那麼多的重視，就是因為FAPA遊說美國國會議員，提升台灣在國際上的地位。
王桂榮後來以出售假日旅館（Holiday Inn）所得，捐出一百萬美元，成立有「台灣諾貝爾獎」之稱的「台美基金會」，設置「工程科技、人文科學、社會服務」三項成就獎，獎助台灣傑出人才，是海外台灣人第一個回饋社會性質的基金會。在成立台美基金會的同時，王桂榮得到洛杉磯市長及州務卿的獎狀，理由是鼓勵人才向上、對社會風紀改善有幫助。
1988年12月底，王桂榮與夫人前往中國廈門。拜訪臺灣研究所，王桂榮向所長陳孔立直言：「中國說臺灣自古屬於中國的根據在哪裡？所謂自古，應該是盤古開天。」陳孔立坦言他曾去美國芝加哥參加臺灣問題討論會，遇到臺獨聯盟副主席洪哲勝，洪哲勝給他一本《台灣自救》的小冊子。他拿回中國研究後，認為臺灣自古不屬中國的說法正確，就向中共中央提出糾正過兩次，所以中共中央已不再提「臺灣自古屬於中國」言論。:443
1997年，民視開播，王桂榮以民間投資（當時與全民電通並列為民視兩大控股公司）法人代表身分擔任民視董事。
2001年獲第一屆國立臺北大學傑出校友。
2012年2月11日，王桂榮於台北市台北醫學大學附設醫院病逝，享年82歲。

## 家庭
其妻為王賽美，次子為曾擔任台灣團結聯盟提名之第五屆立法院僑選立委王政中（John Wang）。